# Colebrookea
Colebrookea és un gènere amb dues espècies d'angiospermes que pertany a la família de les lamiàcies.